# Договір про приєднання (2011)
Договір про приєднання 2011 року — угода між державами-членами Європейського Союзу та Хорватією щодо вступу Хорватії до ЄС. Його підписали 9 грудня 2011 року в Брюсселі глави держав або урядів 27 держав-членів, а також президент Хорватії Іво Йосипович і прем’єр-міністр Ядранка Косор.
Договір набув чинности 1 липня 2013 року, завдяки чому Хорватія стала 28-ю державою-членом Європейського Союзу, хоча після виходу Сполученого Королівства у січні 2020 року Хорватія стала 27-ю державою-членом.

## Історія
Хорватія подала заявку на вступ до Європейського Союзу 21 лютого 2003 року, стала офіційним кандидатом 18 червня 2004 року і розпочала переговори про вступ 3 жовтня 2005 року.
24 червня 2011 року Європейська Рада закликала завершити переговори до кінця місяця і підписати Договір про приєднання до кінця року. Згодом 30 червня 2011 року переговори були закриті, а 14 вересня 2011 року договір про приєднання було завершено та оприлюднено. 12 жовтня 2011 року Європейська комісія дала позитивний висновок щодо вступу Хорватії до Європейського Союзу. У результаті 1 грудня 2011 року Європейський парламент дав згоду на заявку Хорватії на вступ до Європейського Союзу. Парламент проголосував «за» 564 «за», 38 «проти» і 32 утрималися.
Договір був підписаний 9 грудня 2011 року в Брюсселі та набув чинності 1 липня 2013 року після ратифікації Хорватією та 27 державами-членами Європейського Союзу.
Повна офіційна назва договору:
Договір, який складає 250 сторінок, передбачає внесення поправок до договорів щодо додавання хорватських представників до інституцій ЄС (включаючи перехідні положення до проведення нових виборів) та описує різні фінансові внески Хорватії. Документ не включає механізм моніторингу Хорватії з боку Європейської комісії для забезпечення продовження реформ, як це було у випадку з Болгарією та Румунією. Два протоколи, обіцяні державам під час ратифікації Лісабонського договору, один із яких надає декілька гарантій Ірландії, а інший – вихід із Хартії основних прав Чехії, планувалося ратифікувати разом із договором про приєднання, але обидва зрештою були відкладені.
На додаток до Договору про приєднання було підписано Заключний акт. У Заключному акті реєструються результати переговорів про вступ, включаючи заяви сторін. У ньому також були визначені заходи щодо періоду між підписанням і набуттям договору чинності.

## Ратифікація
Договір вимагав ратифікації всіма державами-членами ЄС і Хорватії відповідно до їхніх відповідних конституційних положень, а ратифікаційні грамоти передали уряду Італії до 30 червня 2013 року, щоб набути чинності 1 липня 2013 року. Цей процес було завершено 21 червня 2013 року.

### Резюме

Порядок, у якому країни ратифікували Договір. Використовується від 2 до 11 відтінків синього, що представляє кількість кроків, необхідних певній державі для ратифікації договору. Дата вказує на останній день місяця.

ЄС з 1 липня 2013 року

Ратифікація Договору про приєднання підсумована в таблиці нижче.
| Парламент Валлонії | (регіональний) (спільнота) |

| Брюссельська Об'єднана Асамблея | (FR мова) (NL мова) |

| Парламент Фландрії | (регіональний) (спільнота) |

#### Словенія
У липні та вересні 2012 року представники парламенту Словенії та Міністерства закордонних справ Словенії заявили, що вони не ратифікують Договір про приєднання Хорватії до тих пір, поки не буде досягнуто угоди щодо поводження з боргом словенського банку Ljubljanska banka, який збанкрутував під час розпад Югославії, її хорватським клієнтам. У лютому 2013 року представники всіх основних партій Словенії погодилися схвалити приєднання Хорватії після того, як експерти та міністри закордонних справ обох країн досягли компромісної угоди. Прем’єр-міністри Словенії та Хорватії 11 березня підписали меморандум із описом врегулювання, а прем’єр-міністр Словенії Янез Янша заявив, що ратифікація договору про приєднання відбудеться «протягом 30 днів» після підписання меморандуму. 2 квітня 2013 року словенський парламент дав згоду на приєднання Хорватії.